# Kościół św. Mateusza w Łodzi

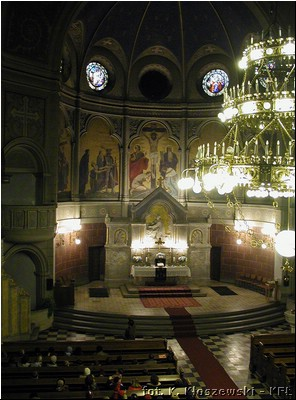
Wnętrze kościoła św. Mateusza

Kościół ewangelicko-augsburski św. Mateusza – kościół w Łodzi, przy Piotrkowskiej 283.

## Historia
Świątynia została wzniesiona w latach 1909–1928. Z inicjatywą wybudowania nowego kościoła i podzielenia dotychczasowej parafii wystąpił I pastor parafii św. Jana – ks. Wilhelm Piotr Angerstein.
Pierwszy wybór miejsca pod budowę padł na plac ofiarowany przez Ernsta Leonhardta w pobliżu Górnego Rynku, pomiędzy ulicami Piotrkowską a Rzgowską (obecnie plac Niepodległości). Miejsce jednak było obniżone i miało podmokły grunt, co wiązałoby się z zastosowaniem głębokich fundamentów. Inicjatorzy też nie chcieli budować na skraju ulicy Piotrkowskiej. W roku 1904 kupiono przy ul. Piotrkowskiej 279/281 działkę za 37 550 rubli od J. Hiedricha. W lipcu 1904 r. przyszła z Petersburga zgoda na budowę kościoła. 
Proboszcz parafii kościoła św. Jana ksiądz Wilhelm Piotr Angerstein, chcąc wybrać styl architektoniczny pod budowę przyszłego kościoła, wybrał się do Niemiec, by zobaczyć nowo wybudowane świątynie na zachodzie Europy. Najbardziej do gustu przypadł mu neoromański kościół św. Jakuba w Dreźnie projektu Jürgena Krögera oraz kościół św. Jana projektu Richarda Gazego i Alfreda Böttchera przy ul. Sudeckiej we Wrocławiu. Następnie poproszono Roberta Nestlera, Johanesa Wendego i Pawła Rubensahma o wykonanie szkiców w oparciu o wzory wskazane przez ks. Angersteina. W 1906 r. komitet budowy i zaproszeni przez niego budowniczowie: Piotr Brukalski, Juliusz Jung oraz Johann Steck wybrali projekt. Wygrała propozycja Johannesa Wendego, współwłaściciela firmy architektoniczno-budowlanej Wende i Klause. Budowa jednak się opóźniła ze względu na wyjazd wielu przedsiębiorców (sponsorów), członków komitetu budowniczego, z powodu strajków, walk ulicznych oraz niepokojów politycznych w latach 1905–1906.
2 lipca 1908 r. na zebraniu parafian uchwalono potrzebę przyspieszenie prac. Aby rozszerzyć plac budowy, dokupiono od Ryszarda Geyera za 37 000 rubli posesję przy ul. Piotrkowskiej 283. Urzędowy kosztorys wykonał młodszy architekt miejski Ignacy Stebelski za 121 rubli. Zgoda władz nadeszła w styczniu 1909, a latem rozpoczęto prace budowlane. 8 października 1909 odbyła się uroczystość wmurowania kamienia węgielnego pod budowę świątyni. Połączono ją z obchodami 25-lecia istnienia kościoła św. Jana (macierzystego wobec wznoszonej świątyni). Jako pierwszą wybudowano kaplicę św. Mateusza ufundowaną przez małżeństwo Herbstów. W trakcie budowy stwierdzono, że budynek będzie zbyt mały. Projekt wysłano do berlińskiego architekta Franza Schwechtena. Według jego rad i wskazówek J. Wende przerobił wcześniejszy projekt. Prace znów ruszyły jesienią 1910 roku. Wiosną 1913 r. przystąpiono do realizacji kopuły z żelbetu. Pracę wykonała łódzka filia warszawskiej firmy Wayss i Freytag. Główny gmach kościoła ukończono do stanu surowego, kiedy budowę przerwała I wojna światowa. W czasie wojny położono prowizoryczny drewniany dach pokryty papą. W 1916 r. zerwała go burza gradowa. Świątynię ukończono po wojnie. Jej poświęcenie nastąpiło 1 listopada 1928 r.

## Architektura
Kościół zbudowany w stylu neoromańskim. Budowla w zarysie oparta została na planie krzyża greckiego, którego trzy ramiona wypełniają empory i chór, a czwarte zawiera prezbiterium. Nad całością góruje w części frontowej wysoka na 80 m wieża, wzniesiona na planie kwadratu, przechodząca w swoich górnych partiach w ośmioboczne założenie nakryte iglicowym hełmem. W części środkowej wieży towarzyszą na narożach małe ośmioboczne ażurowe wieżyczki. Wewnętrzna kopuła wykonana z żelbetu, ma wysokość 26 metrów w najwyższym jej punkcie, przy średnicy 17 m. We wnętrzu kościoła znajdują się liczne kinkiety i żyrandole, z których największy o czterometrowej średnicy ma 240 punktów świetlnych. Wiele elementów wystroju wykonanych jest z białego marmuru. W oknach znajdują się witraże i rozety  witrażowe (największe z rozet o średnicy 8 m) wykonane w 1923 przez wrocławską firmę Instytut Witrażowy Adolpha Seilera, zespół ten obejmuje 50 witraży figuralnych i ornamentalnych oraz 19 oszkleń mozaikowych.

## Organy
Wewnątrz kościoła znajdują się organy zbudowane w 1928 r. przez firmę Rieger Orgelbau z Karniowa jako opus 2360. Posiadają 60 głosów i są jednym z najcenniejszych instrumentów koncertowych na terenie miasta.
Dzięki świetnej akustyce w świątyni odbywają się liczne koncerty. Przez wiele lat występowała tu orkiestra Filharmonii Łódzkiej.
Dyspozycja instrumentu:
| Manuał I                                            | Manuał II                           | Manuał III                                     | Pedał                                                |
| --------------------------------------------------- | ----------------------------------- | ---------------------------------------------- | ---------------------------------------------------- |
| 1. Prinzipal 16'                                    | 1. Bourdon 16'                      | 1. Stillgedeckt 16'                            | 1. Principalbass 16'                                 |
| 2. Prinzipal 8'                                     | 2. Hornprincipal 8'                 | 2. Flötenprincipal 8'                          | 2. Kontrabass 16'                                    |
| 3. Gedeckt 8'                                       | 3. Gamba 8'                         | 3. Salicional 8'                               | 3. Subbass 16'                                       |
| 4. Fugara 8'                                        | 4. Quintatön 8'                     | 4. Vox coelestis 8' [2x]                       | 4. Bourdonbass 16'                                   |
| 5. Hohlflöte 8'                                     | 5. Konzertflöte 8' *                | 5. Fernflöte 8' *                              | 5. Echobass 16'                                      |
| 6. Rohrföte 8'                                      | 6. Lieblich Gedeckt 8'              | 6. Rohrflöte 8'                                | 6. Quintbass 10 2/3'                                 |
| 7. Oktave 4'                                        | 7. Gemshorn 4'                      | 7. Prästant 4'                                 | 7. Oktave 8'                                         |
| 8. Viola 4'                                         | 8. Principal 4'                     | 8. Dolce 4'                                    | 8. Prästant 4'                                       |
| 9. Oktavin 2'                                       | 9. Wienerflöte 4'                   | 9. Nachthorn 4'                                | 9. Gedeckt 8'                                        |
| 10. Rauschquinte 2 fach [2 2/3'+2']                 | 10. Flageolet 2'                    | 10. Waldflöte 2'                               | 10. Flöte 4'                                         |
| 11. Kornett 3-5 fach [8'+4'+2 2/3'+2'+1 3/5']       | 11. Quintflöte 2 2/3'               | 11. Sifflöte 1'                                | 11. Rauschpfeife 4 fach 2 2/3' [2 2/3'+2'+1 1/3'+1'] |
| 12. Mixtur 5 fach 2 2/3' [2 2/3'+2'+1 1/3'+1'+2/3'] | 12. Terzflöte 1 3/5'                | 12. Sesquialtera 2 fach 2 2/3' [2 2/3'+1 3/5'] | 12. Bombarde 16'                                     |
| 13. Fagot 16'                                       | 13. Scharff 3 fach 1' [1+2/3'+1/2'] | 13. Mixtur 4 fach 2 2/3' [2 2/3'+2'+1 1/3'+1'] | 13. Basstrompete 8'                                  |
| 14. Trompete 8'                                     | 14. Clarinette 8' **                | 14. Trąbka 4'                                  | 14. Oboe 8'                                          |
|                                                     | 15. Geigenregal 4'                  | 15. Dulcjan 16'                                | 15. Clairon 4'                                       |
|                                                     |                                     | 16. Obój 8'                                    |                                                      |

## Dzwony
Na wieży wisi 6 dzwonów wykonanych z żeliwa. Zestaw dzwonów w tym kościele jest jednym z największych wykonanych przez odlewnie Schilling & Lattermann, a tym samym największym zespołem żeliwnych dzwonów w Polsce. Ponad 4-tonowy dzwon św. Paweł jest największym dzwonem w mieście.
|    | Imię         | Waga (kg) | Ton uderzeniowy | Średnica (cm) | Rok odlania | Odlewnia                                          |
| -- | ------------ | --------- | --------------- | ------------- | ----------- | ------------------------------------------------- |
| 1. | św. Paweł    | 4120 kg   | h0              | 215 cm        | 1924        | Schilling & Lattermann, Morgenröthe - Rautenkranz |
| 2. | św. Jan      | 2196 kg   | cis'            | 176 cm        | 1924        | Schilling & Lattermann, Morgenröthe - Rautenkranz |
| 3. | św. Piotr    | 1604 kg   | e'(-)           | 157 cm        | 1924        | Schilling & Lattermann, Morgenröthe - Rautenkranz |
| 4  | Marcin Luter | 1094 kg   | f'(+)           | 138 cm        | 1924        | Schilling & Lattermann, Morgenröthe - Rautenkranz |
| 5. | Pokuta       | 894 kg    | g'(-)           | 129 cm        | 1924        | Schilling & Lattermann, Morgenröthe - Rautenkranz |
| 6. | Modlitwa     | 430 kg    | h'(-)           | 101 cm        | 1924        | Schilling & Lattermann, Morgenröthe - Rautenkranz |